# Fassi (azienda)
La Fassi (nome intero Istituto Biochimico Farmaceutico Fassi s.p.a.) è un'azienda produttrice di caramelle e gomma da masticare con sede in Chiusanico, in provincia di Imperia. Il prodotto più celebre è la caramella Mental che fu sponsorizzata negli anni ottanta da una grande campagna pubblicitaria televisiva.

## Storia
La Fassi nacque nel 1936 come casa farmaceutica. Solo nel 1968 venne interrotta la produzione farmaceutica e tutta la produzione si concentrò nel settore dolciario confettiario. Dal 1943, dopo i bombardamenti alla sede di Torino, l'azienda si trasferì a Vallecrosia (IM). Dal 2011 la sede si è spostata a Chiusanico (IM).